# SOLO (제니의 노래)
《SOLO》는 대한민국의 걸 그룹 블랙핑크 멤버인 제니의 노래이다. 2018년 11월 12일에 발매되었으며, 테디와 24가 공동으로 작곡했다.

## 곡 목록
Download and streaming
- 1. "SOLO" – 2:49

CD single
- 1. "SOLO" – 2:49
- 2. "SOLO" Instrumental – 2:49

## 같이 보기
- 코리아 K-Pop 핫 100 1위 목록